# Đại bàng đuôi nhọn
Đại bàng đuôi nhọn (danh pháp khoa học: Aquila audax), là một loài chim trong họ Accipitridae. Nó có đôi cánh dài, khá rộng và một cái đuôi nhọn. Sải cánh của nó lên đến 2,27 m và chiều dài thân lên đến 1,06 m.

## Phân loại
Loài này được mô tả khoa học lần đầu bởi nhà điểu học người Anh John Latham vào năm 1801 dưới cái tên tên nhị thức Vultur audax.
Có 2 phân loài:
- A. a. audax (Latham, 1801) – Australia, Nam bộ New Guinea
- A. a. fleayi Condon & Amadon, 1954 – Tasmania

## Miêu tả
Đại bàng đuôi nhọn là một trong những loài chim săn mồi lớn nhất thế giới, và là loài chim săn mồi lớn nhất của lục địa Úc và New Guinea. Con mái nặng từ 3 đến 5,77 kg, trong khi những con đực nhẹ hơn từ 2–4 kg. Chúng có chiều dài 81–106 cm, với chiều dài trung bình 95,5 cm. Sải cánh của chúng thường là giữa 182–232 cm, trung bình là 210 cm. Đây là loài đại bàng có chiều dài và sải cánh trung bình lớn thứ 3 trên thế giới. Trọng lượng và sải cánh trung bình được khảo sát trong năm 1930 của 43 cá thể lần lượt là 3,4 kg và 204,3 cm. Những con số trung bình tương tự trong một cuộc khảo sát của 126 cá thể đại bàng vào năm 1932 là 3,63 kg và 226 cm. Sải cánh lớn nhất của các loài đại bàng đã được xác nhận cho loài đại bàng này. Một con mái bị giết ở Tasmania vào năm 1931 có sải cánh dài 284 cm, và một con mái khác là 279 cm. Có báo cáo cho rằng sải cánh của chúng đạt tới 312 cm và 340 cm được coi là không đáng tin cậy. Độ dài đuôi khoảng 45 cm và  dài bất thường so với trọng lượng cơ thể của nó, và chín hoặc mười loài đại bàng khác thường vượt trội hơn nó.

## Lối sống
Đại bàng đuôi nhọn được thấy trên khắp nước Úc, bao gồm cả Tasmania, và miền nam New Guinea trong gần như tất cả các môi trường sống, mặc dù chúng có xu hướng phổ biến hơn ở vùng cây thưa ở phía nam và phía đông Australia.
Đại bàng đuôi nhọn thường bay cao trên không trong nhiều giờ với độ cao đạt tới 1.800 mét và đôi khi cao hơn đáng kể. Chúng có thể nhìn thấy cả ánh sáng hồng ngoại và tử ngoại. Chúng dành phần lớn thời gian đậu trên cây hoặc trên đá hoặc các vị trí thuận lợi như những vách đá mà từ đó chúng có quan sát tốt về phía xung quanh. Trong thời gian nóng dữ dội của ban ngày, nó thường bay cao trong không trung, quanh các dòng không khí nóng bốc lên từ mặt đất. Mỗi cặp chiếm một lãnh thổ từ 9 km2 tới hơn 100 km2.

## Sinh sản
Đại bàng đuôi nhọn thường làm tổ trên các nhánh cây cách mặt đất từ 1 đến 30 m, nhưng nếu không có địa điểm phù hợp, chúng sẽ làm tổ trên vách đá. Tổ có thể sâu 2–5 m, rộng 2-5 mét. Con mái thường đẻ hai trứng và cả hai con bố và mẹ cùng ấp trứng. Trứng nở khoảng sau 45 ngày. Ban đầu, chỉ con đực đi săn mồi, nhưng khi chim con khoảng 30 ngày tuổi, con mái cũng tham gia săn mồi cùng bạn đời của mình. Con non phụ thuộc vào chim bố mẹ cho đến 6 tháng tuổi.
Đại bàng đuôi nhọn trưởng thành là động vật ăn thịt đỉnh và không có kẻ thù tự nhiên nhưng chúng phải bảo vệ trứng và con non khỏi các kẻ thù như quạ, hoặc các con đại bàng khác.

## Con mồi

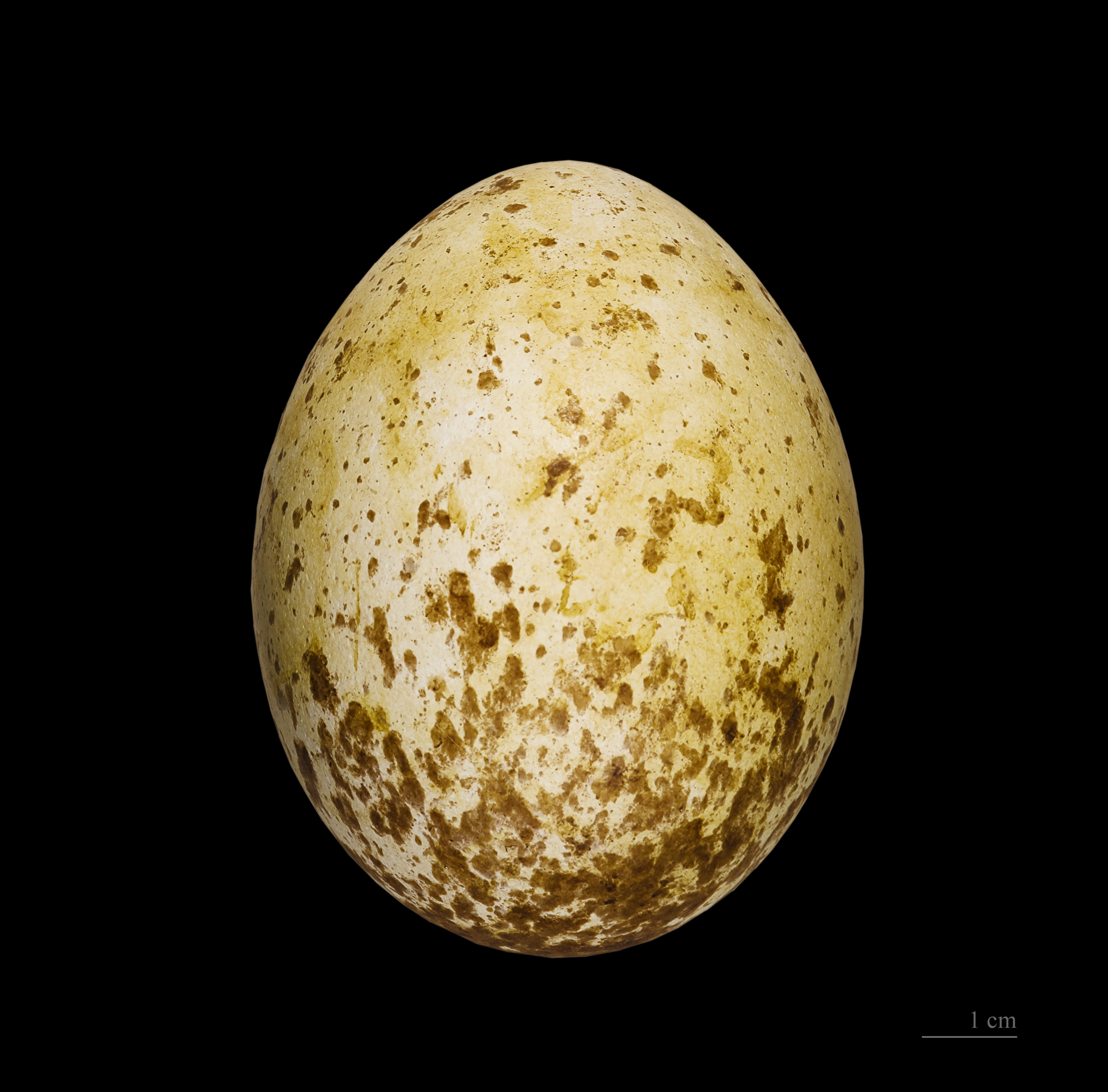
Trứng Aquila audax

Hầu hết các con mồi của chúng bị bắt trên mặt đất và ít hơn trong không trung. Kể từ khi người châu Âu đưa các loài thỏ đến châu Úc, chúng đã trở thành con mồi chủ yếu trong chế độ ăn uống của con đại bàng đuôi nhọn trong nhiều khu vực. Động vật có vú lớn hơn được đưa tới như cáo và mèo hoang đôi khi cũng bị bắt, trong khi động vật bản địa như kanguru wallaby, kanguru nhỏ, thú có túi possum, gấu túi koala và chuột túi bandicoot cũng bị săn bắt. Trong một số khu vực, các loài chim như vẹt mào, vịt, quạ, cò quăm và thậm chí đà điểu Emu cũng là con mồi thường xuyên. Chúng ít khi ăn bò sát, tuy nhiên chúng cũng săn rồng Autralia, kỳ đà và rắn nâu.
Chúng có khả năng thích ứng tốt, và đôi khi có thể săn kanguru đỏ lớn, hoặc đẩy dê rơi ra khỏi sườn đồi dốc và bị thương, sau đó giết nó. Xác chết cúng là một nguồn thức ăn quan trọng. Chúng có thể phát hiện các hoạt động của quạ Autralia là quạ xung quanh một xác chết từ một khoảng cách lớn, và lao xuống để chiếm nó. Chúng thường thấy bên lề đường ở vùng nông thôn Úc, ăn động vật đã bị chết do tai nạn giao thông.

## Hình ảnh

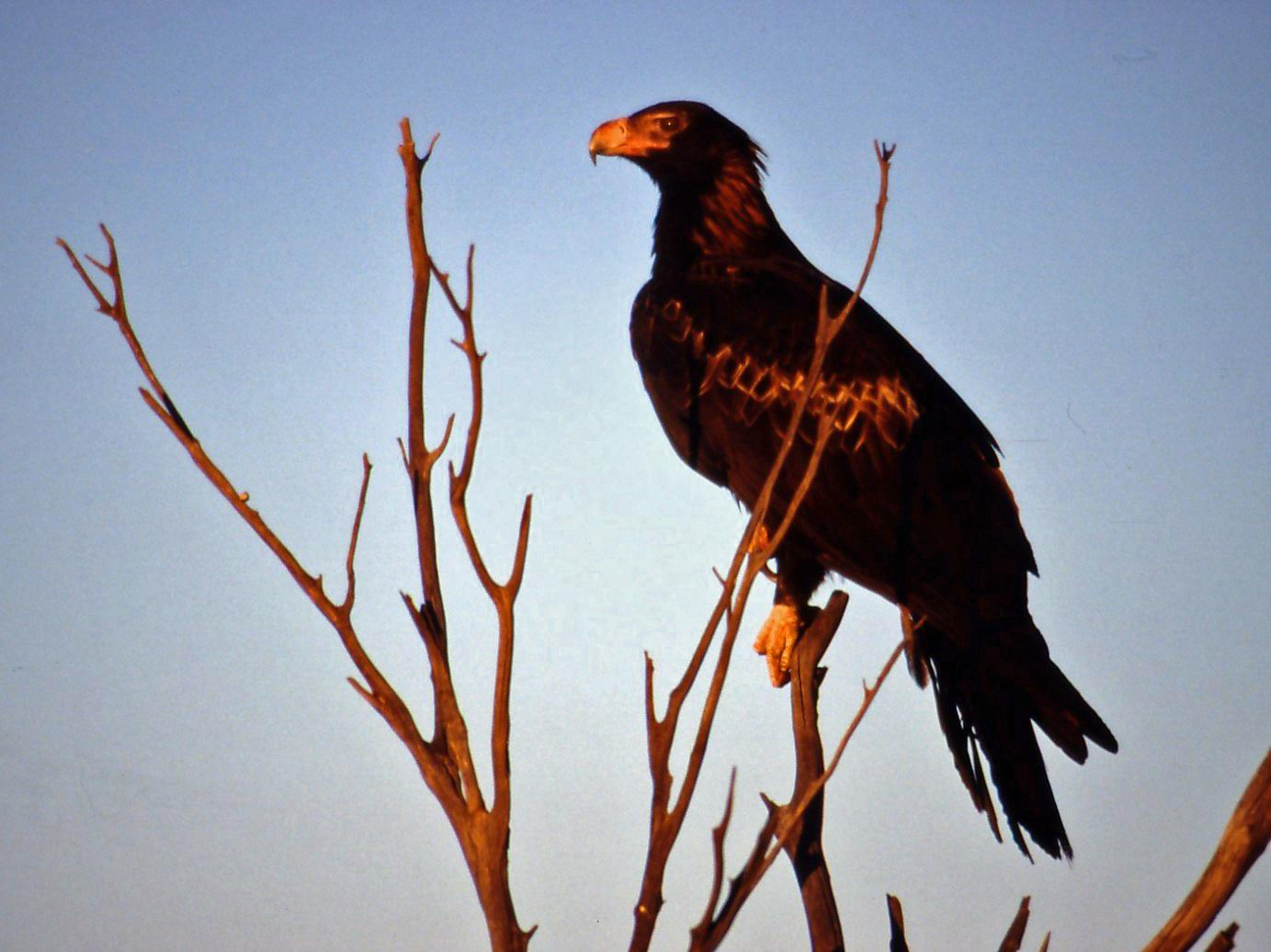
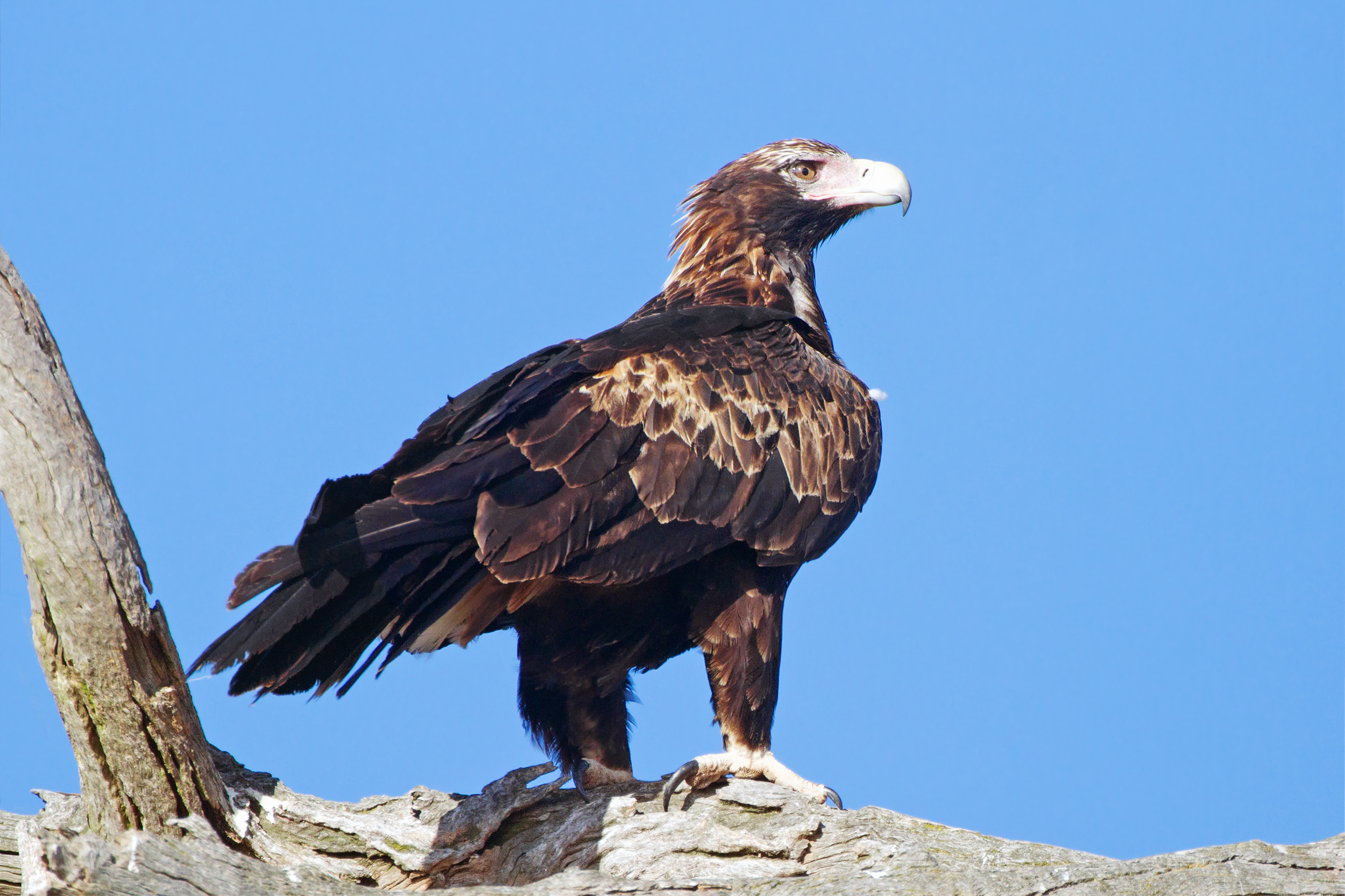
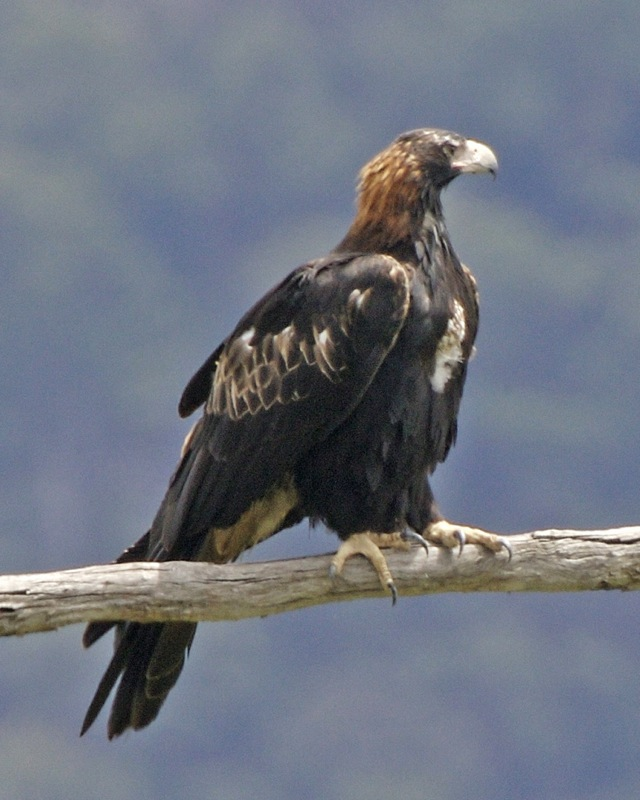
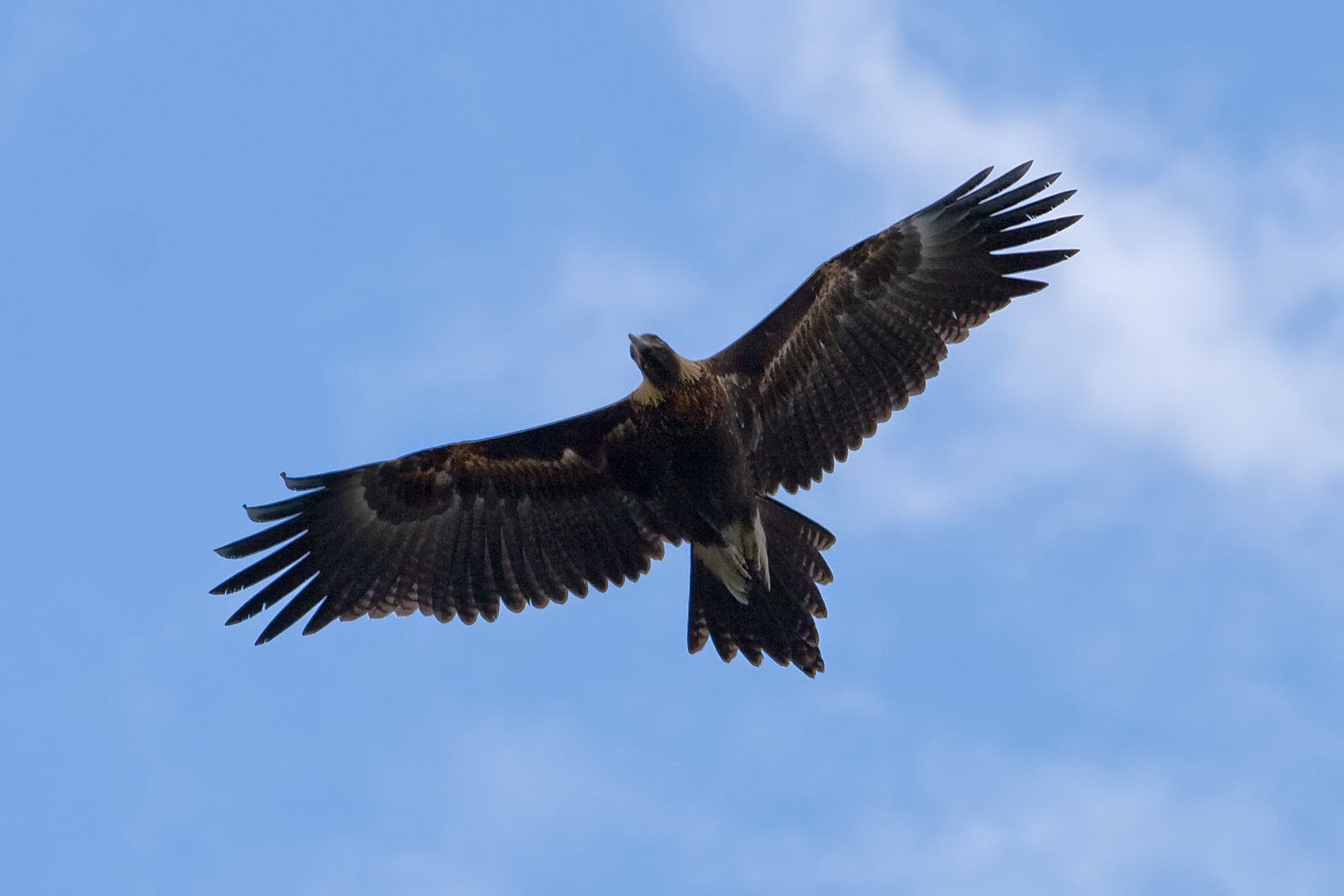
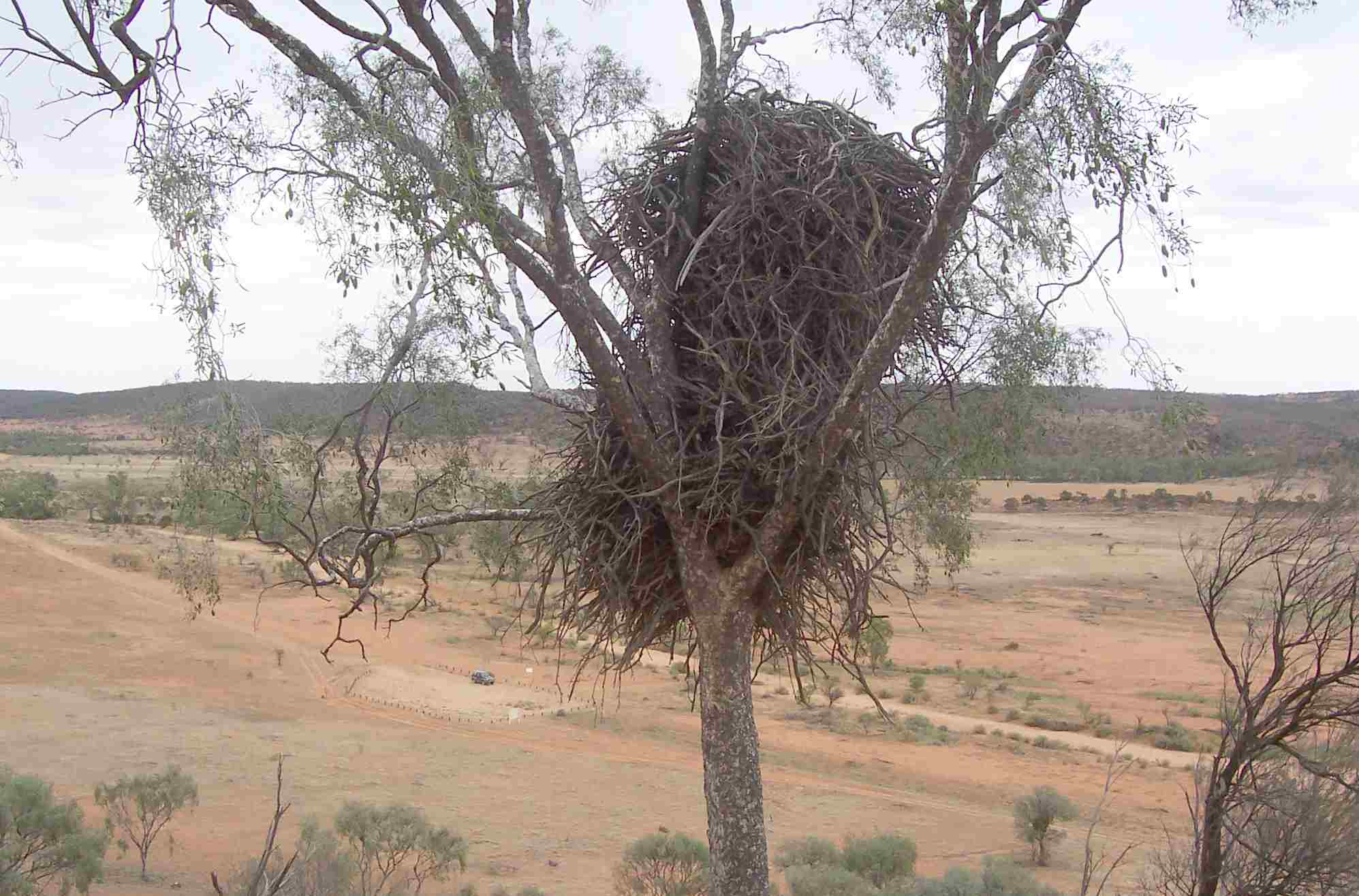
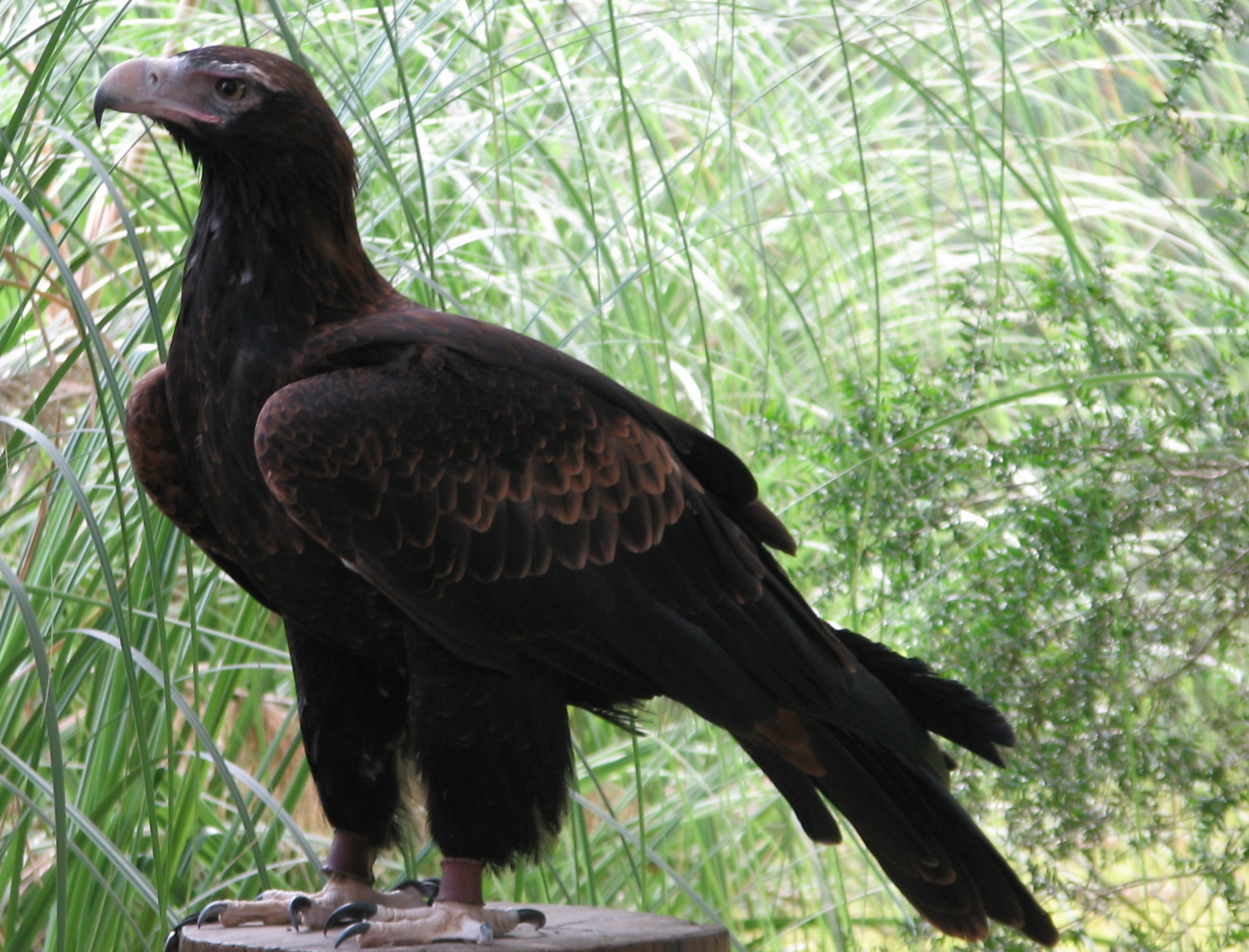